# Liste der Baudenkmale in Deyelsdorf
In der Liste der Baudenkmale in Deyelsdorf sind alle Baudenkmale der Gemeinde Deyelsdorf im Landkreis Vorpommern-Rügen und ihrer Ortsteile aufgelistet. Grundlage ist die Veröffentlichung der Denkmalliste des Landkreises Vorpommern-Rügen, Auszug aus der Kreisdenkmalliste vom Juli 2012 und August 2016.

## Deyelsdorf
| ID            | Lage                  | Bezeichnung                      | Beschreibung | Bild                           |
| ------------- | --------------------- | -------------------------------- | ------------ | ------------------------------ |
| 268 Wikidata  | (Karte)               | Kirche mit Friedhof              |              | Weitere Bilder                 |
| 267B Wikidata | Dorfstraße            | Stallung                         |              |                                |
| 267C Wikidata | Dorfstraße            | Stallung                         |              | Stallung                       |
| 267D Wikidata | Dorfstraße            | Stallung                         |              |                                |
| 267E Wikidata | Dorfstraße 32 (Karte) | Wohnhaus                         |              | Wohnhaus                       |
| 267A Wikidata | Dorfstraße 33         | Wohnhaus und ehemalige Brennerei |              |                                |
| 267H Wikidata | Dorfstraße 35 (Karte) | Gutsanlage (Gutshaus)            |              | Gutsanlage (Gutshaus)          |
| 267G Wikidata | Dorfstraße 36 (Karte) | Wohnhaus (ehemalige Brennerei)   |              | Wohnhaus (ehemalige Brennerei) |

## Bassendorf
| ID            | Lage                  | Bezeichnung           | Beschreibung | Bild |
| ------------- | --------------------- | --------------------- | ------------ | ---- |
| 174A Wikidata | Bassendorf 17 (Karte) | Gutsanlage (Gutshaus) |              |      |
| 174C Wikidata | Bassendorf 20         | Gutsanlage (Wohnhaus) |              |      |
| 174D Wikidata | Bassendorf 21         | Gutsanlage (Wohnhaus) |              |      |
| 174E Wikidata | Bassendorf 21         | Gutsanlage (Wohnhaus) |              |      |
| 175 Wikidata  | Bassendorf 6          | Neubauernhaus         |              |      |
| 174B Wikidata | Park (Karte)          | Gutsanlage (Park)     |              |      |

## Techlin
| ID             | Lage        | Bezeichnung | Beschreibung | Bild |
| -------------- | ----------- | ----------- | ------------ | ---- |
| 11383 Wikidata | Techlin, 34 | Gutshaus    |              |      |

## Quelle
- Denkmalliste des Landkreises Vorpommern-Rügen